# テオドロ・マッティーニ
テオドロ・マッティーニ（Teodoro Matteini、1753年10月17日 - 1831年11月16日）はイタリアの画家である。新古典派のスタイルで歴史画や宗教画を描いた。ヴェネツィア美術アカデミーの教授を務め、多くの弟子を教えた。

## 略歴
トスカーナ大公国のピストイアに装飾画家でピストイアの学校の美術教師の息子に生まれた。父親から絵を学んだ後、ローマで新古典派の画家、ドメニコ・コルヴィやアントン・ラファエル・メングスの工房で修行した後、ローマに自らの工房を開いた。ローマではサン・ロレンツォ・イン・ルチーナ教会の装飾画を描いた。
ベルガモやミラノ、ヴェネツィアで活動し、ヴェネツィアでは1802年と1804年にヴェネツィア美術アカデミーの教授に選ばれ、1907年にナポレオンの支配下で、ヴェネツィアの新しい場所に移転し、改組された美術アカデミーの絵画の教授にも選ばれた。マッティーニの教えた学生には セバスティアーノ・サンティやフランチェスコ・アイエツ、ルドヴィーコ・リッパリーニがいる。

## 作品

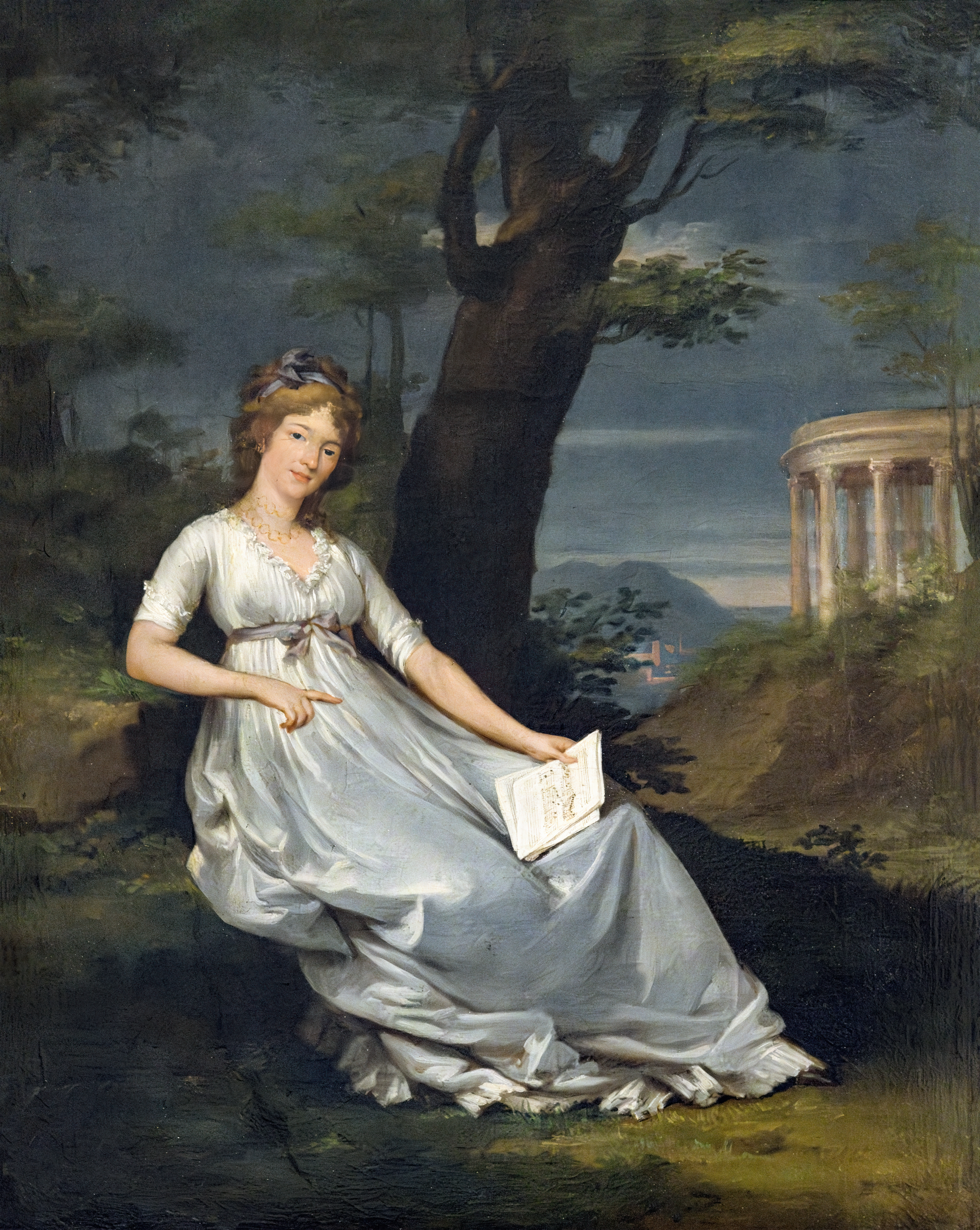
『楽譜を持った女性の肖像画』 (1797) アカデミア美術館 (ヴェネツィア)
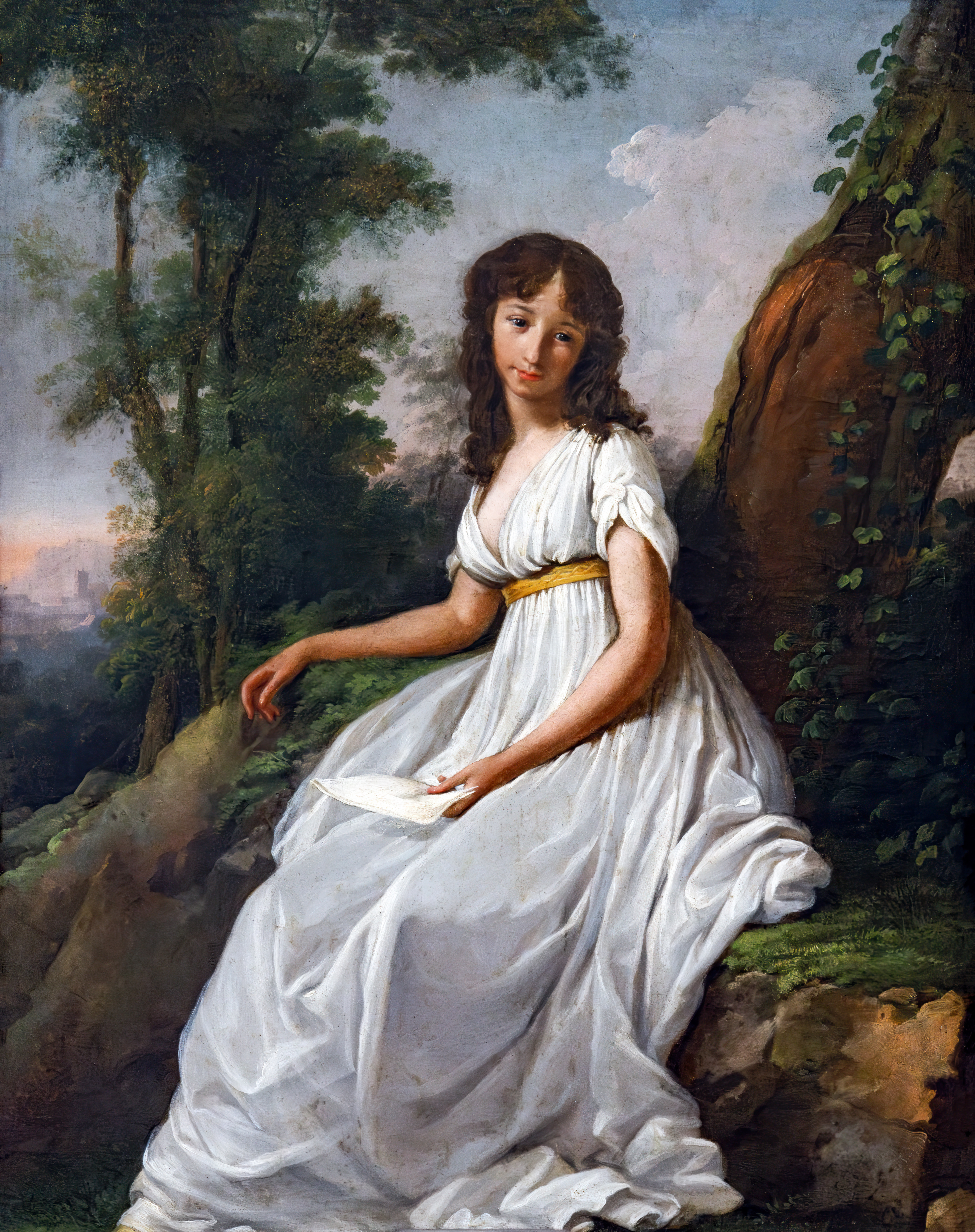
『手紙を手にする少女』(1797)
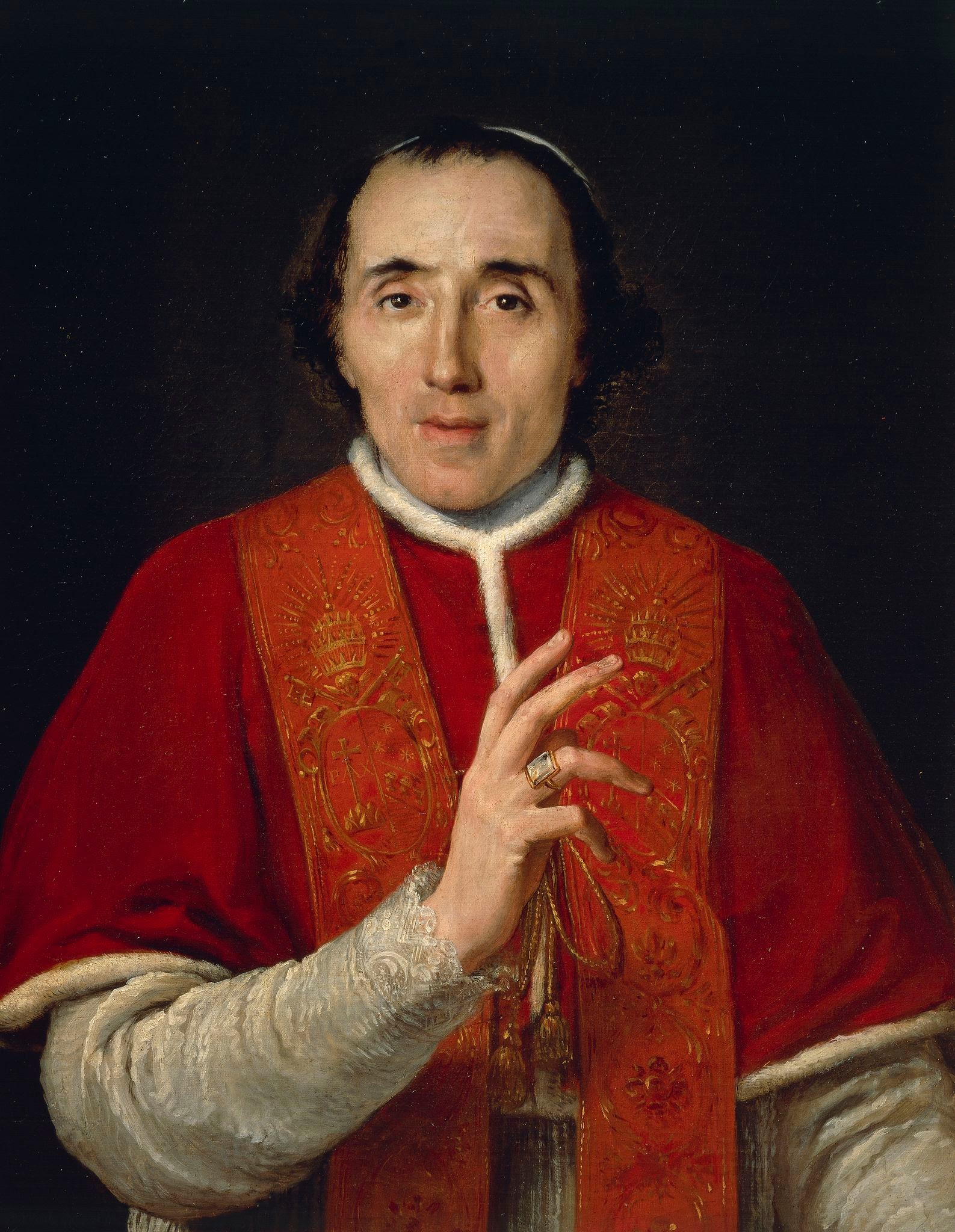
教皇ピウス7世、(1805)
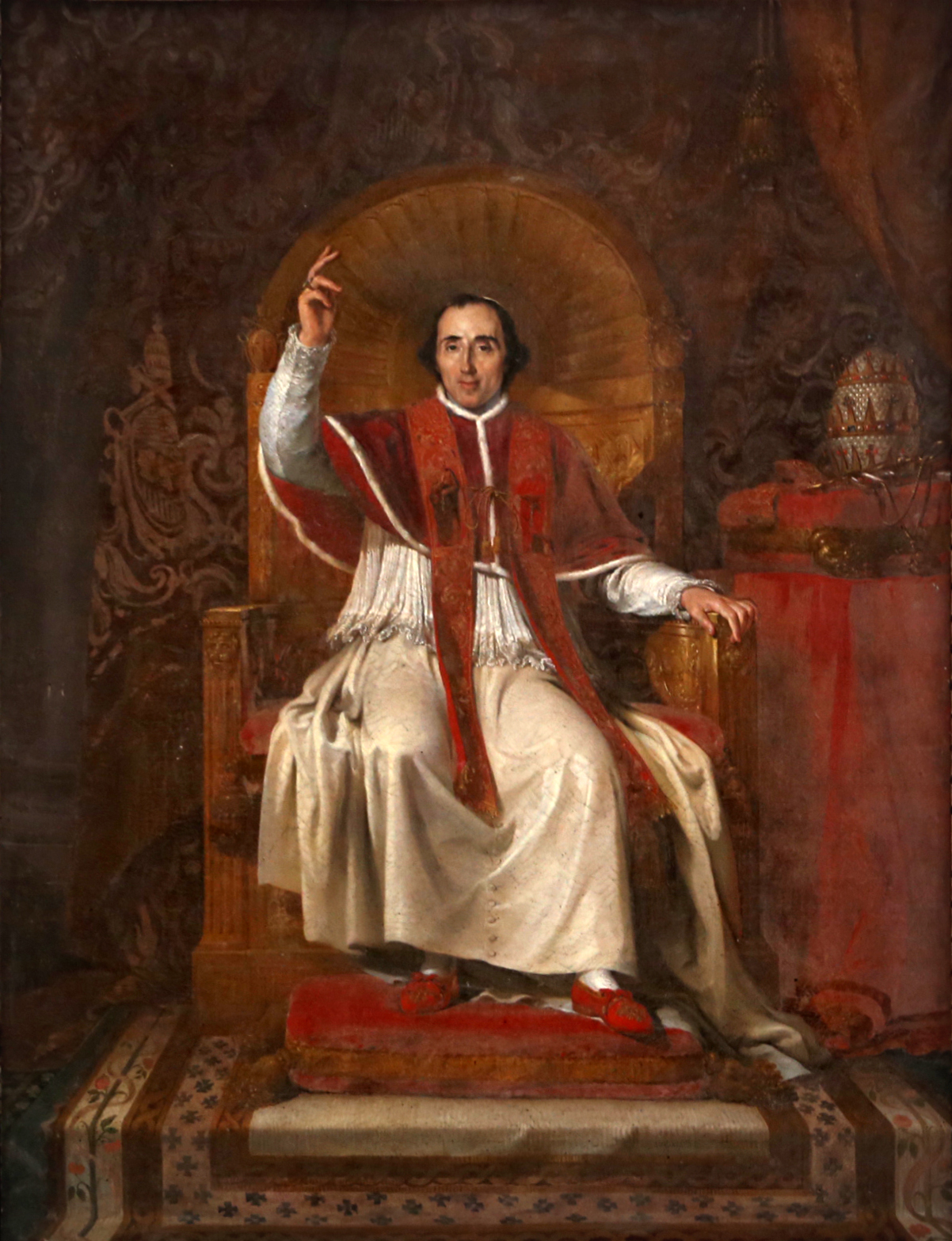
ピウス7世、(1801)